# Bäck (vattendrag)

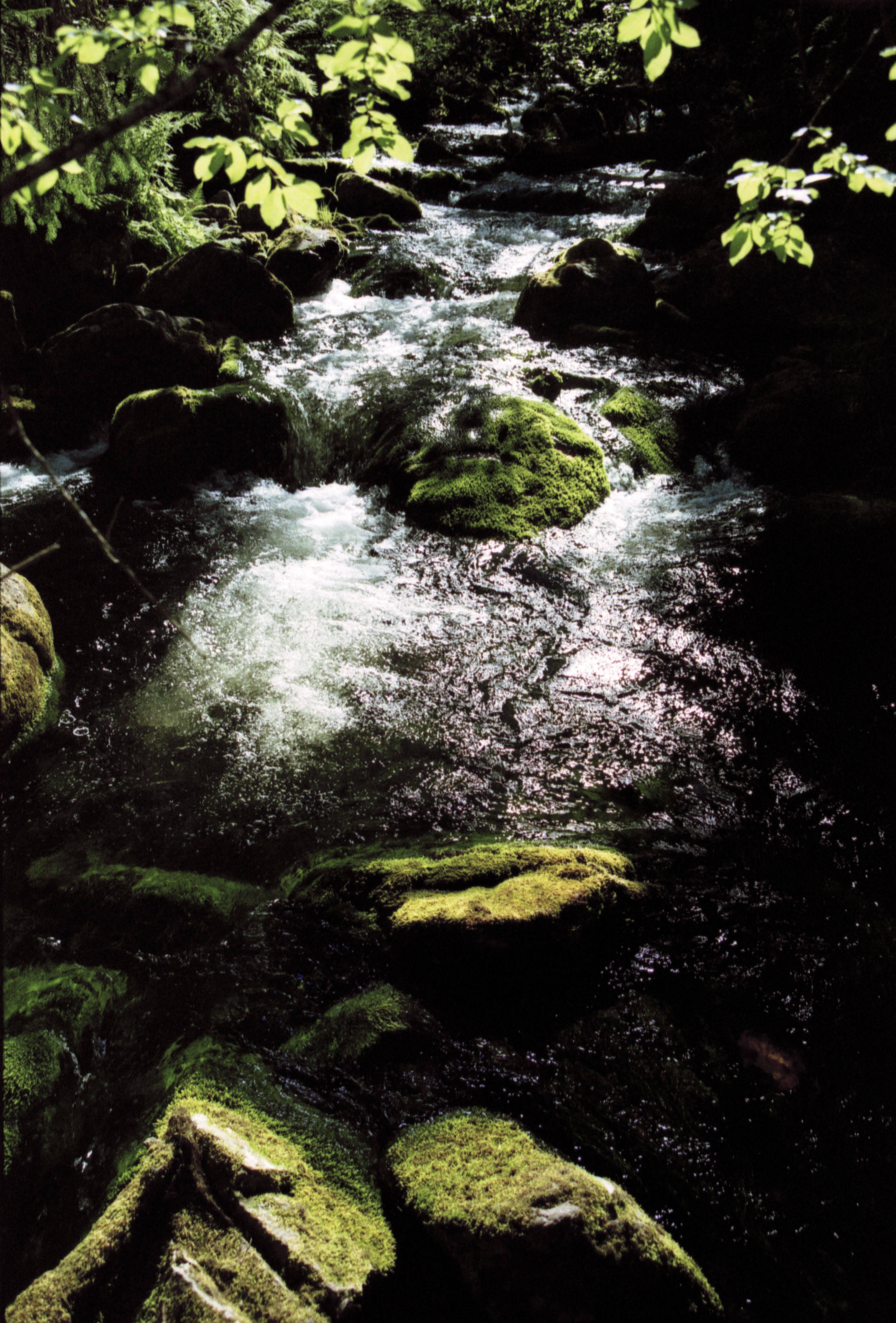
Bäck nedanför Njupeskärs vattenfall i Dalarna.

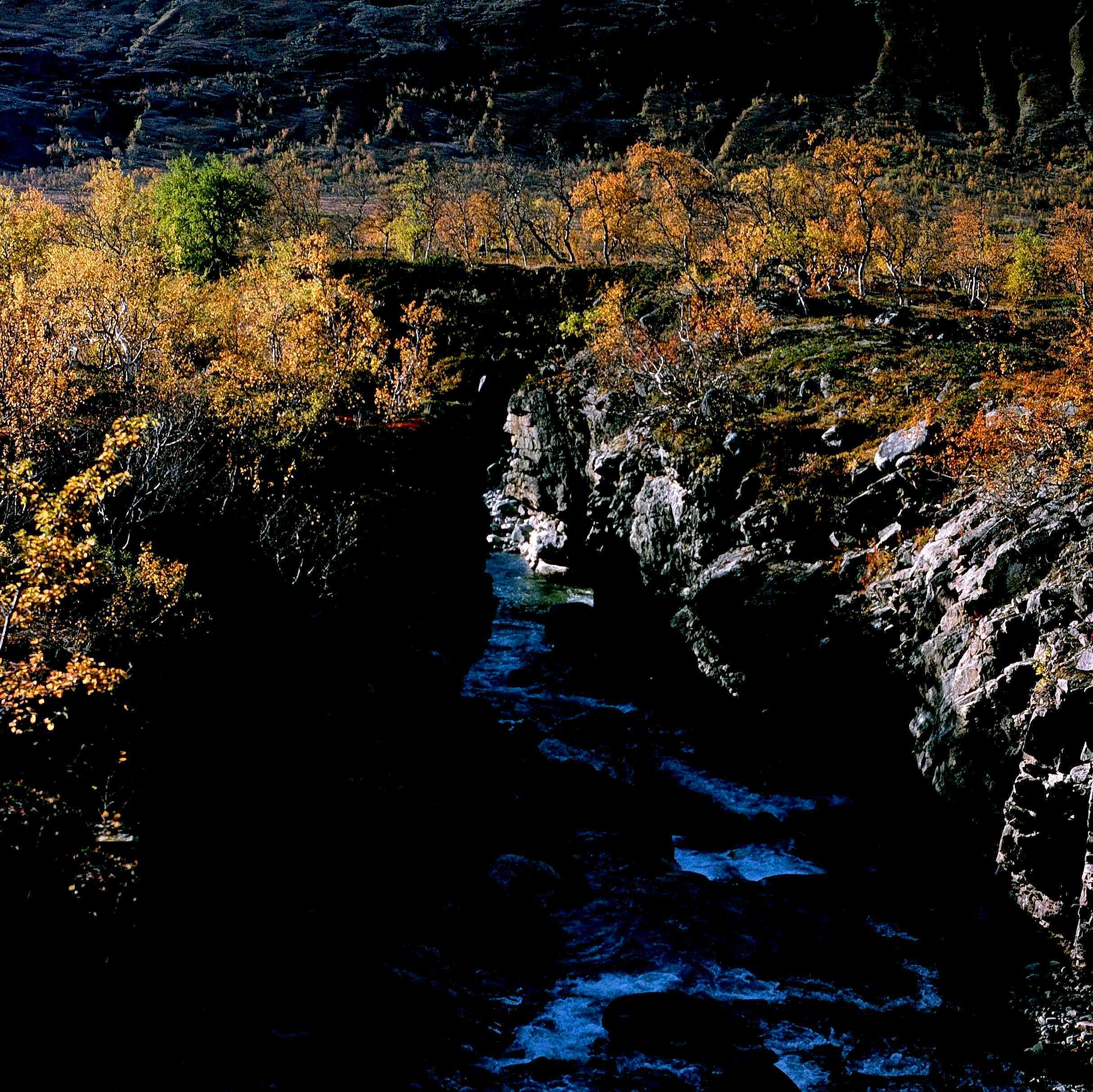
En jokk i Kebnekaiseområdet

En bäck är ett litet vattendrag, vanligen mindre än en å eller flod. Sin storlek delar bäckar vanligen med diken, vilka till skillnad från bäckar saknar naturligt lopp.
Skogsbäcken och strandskogen ingår i samma ekosystem. Vatten i bäckar har allt som oftast runnit genom marken först, och därför spelar jordmån, bergarter och jordarter stor roll för vilken vattenkvalitet som vattnet i bäcken slutligen kommer att ha. Karaktäristiskt för bäcken är att dess botten är varierande, och innehåller det som fångas i strandkanterna. På strandkanten växer både direkt skog och starrkärr, och den döda veden tillsammans med stenar och klippblock tvingar bäcken att ändra riktning - varför de sällan går rakt. Dessa faktorer gör att bäcken i utformning, bottentyp och vattenkvalitet är ständigt varierande.
Bäcken innehåller en rad olika djur. En viktig födokälla för många av djuren är fallande löv, vilket till exempel direkt påverkar mängden öring i bäcken. Andra fiskar som är vanliga i bäckar är bland andra bäcknejonögon, mört, elritsor, lax, gädda, abborre och harr. Ovanligare är den utrotningshotade ålen. Löven blir även mat till allt ifrån strömstarar, fiskar och grodor till sötvattensmärlor, sländlarver och gråsuggor. Många av dessa djur, framförallt öringen, är temperaturkänsliga, vilket gör att nedfallna träd och annan skugga är livsavgörande. För insekterna är klibbalens existens viktig, eftersom den ofta fungerar som gömplats för deras larver. Larverna finns även på bäckens botten, tillsammans med snäckor och musslor. Vattenbläddran fångar smådjur som ger ett tillskott av näring. Dessa smådjur är viktiga som föda för större djur, men även som nedbrytare av nedfallna växtdelar.